# Прингсхайм, Натанаель
Натанаель Прингсхайм (нем. Nathanael Pringsheim или нем. Nathaniel Pringsheim, 30 ноября 1823 — 6 октября 1894) — немецкий ботаник и миколог.

## Биография
Натанаель Прингсхайм родился в Верхней Силезии 30 ноября 1823 года.
В 1845 году Прингсхайм был в Берлинском университете имени Гумбольдта, где он изучал химию и ботанику.
Натанаель Прингсхайм умер в Берлине 6 октября 1894 года.

## Научная деятельность
Натанаель Прингсхайм специализировался на водорослях, семенных растениях и на микологии.

## Награды
- Медаль Котениуса (1882)